# Daniel Latkowski
Daniel Latkowski (* 11. November 1991 in Porto, Portugal) ist ein ehemaliger deutscher Fußballspieler.

## Spielerkarriere
Latkowskis erste Vereine waren der SC Achmer und Eintracht Rulle. 2004 wechselte er zum VfL Osnabrück und blieb dem Verein bis 2013 treu. 2010 wurde er sofort von der A-Jugend-Mannschaft in die Profimannschaft befördert. Hier kam er zunächst allerdings nur selten zum Einsatz, dafür absolvierte er 2010/11 für die VfL-Reserve in der Oberliga Niedersachsen 32 Spiele bei sechs Toren. In der Drittligasaison 2011/12 kam er im Profiteam auf 29 Einsätze und landete mit dem VfL Osnabrück auf Rang sieben. Im August 2013 wechselte Latkowski in die Regionalliga Nord und unterzeichnete einen bis zum Ende der Saison 2013/14 laufenden Vertrag beim SV Meppen. Zur Saison 2015/16 wechselte er zu den Sportfreunden Lotte in die Regionalliga West, mit denen er am Saisonende den Aufstieg in die 3. Liga feierte. Latkowski verließ den Verein und wechselte innerhalb der Regionalliga West zum SC Wiedenbrück. Im Sommer 2017 verließ er Wiedenbrück, um sich dem Ligakonkurrenten SV Rödinghausen anzuschließen. Dort erhielt er einen Vertrag bis zum Ende der Spielzeit 2017/2018.
Zur Saison 2018/19 wechselte Latkowski wieder zum SC Wiedenbrück. Dort beendete er in der Winterpause der Saison 2021/22 seine Karriere als Fußballspieler.

## Berufliche Laufbahn
Daniel Latkowski machte einen betriebswirtschaftlichen Hochschulabschluss. Im Januar 2022 nahm er eine nebenberufliche Tätigkeit als Datenanalyst und Scout beim VfL Osnabrück auf. Zum 1. September 2025 steigt Latkowski beim VfL Osnabrück zum Technischen Direktor auf. Dafür beendet er seine hauptberufliche Beschäftigung als Leiter des Rechnungswesens bei den Paracelsus-Kliniken.